# Вошберн (Айова)
Вошберн (англ. Washburn) — переписна місцевість (CDP) в США, в окрузі Блек-Гок штату Айова. Населення — 870 осіб (2020).

## Географія
Вошберн розташований за координатами 42°24′37″ пн. ш. 92°16′1″ зх. д. / 42.41028° пн. ш. 92.26694° зх. д. (42.410291, -92.266866).  За даними Бюро перепису населення США в 2010 році переписна місцевість мала площу 3,23 км², з яких 3,20 км² — суходіл та 0,03 км² — водойми.

## Демографія
Згідно з переписом 2010 року, у переписній місцевості мешкало 876 осіб у 374 домогосподарствах у складі 275 родин. Густота населення становила 271 особа/км².  Було 389 помешкань (120/км²).
Расовий склад населення:
| - 97,8 % — білих - 0,7 % — чорних або афроамериканців |

До двох чи більше рас належало 1,5 %. Частка іспаномовних становила 1,6 % від усіх жителів.
За віковим діапазоном населення розподілялося таким чином: 20,8 % — особи молодші 18 років, 61,0 % — особи у віці 18—64 років, 18,2 % — особи у віці 65 років та старші. Медіана віку мешканця становила 43,7 року. На 100 осіб жіночої статі у переписній місцевості припадало 97,3 чоловіків;  на 100 жінок у віці від 18 років та старших — 96,0 чоловіків також старших 18 років.
Середній дохід на одне домашнє господарство  становив 55 350 доларів США (медіана — 49 669), а середній дохід на одну сім'ю — 63 705 доларів (медіана — 57 292). За межею бідності перебувало 0,8 % осіб, у тому числі 0,0 % дітей у віці до 18 років та 0,0 % осіб у віці 65 років та старших.
Цивільне працевлаштоване населення становило 475 осіб. Основні галузі зайнятості: виробництво — 18,5 %, освіта, охорона здоров'я та соціальна допомога — 17,7 %, науковці, спеціалісти, менеджери — 16,0 %.